# George Penny
George Penny ( * ? - 1838 ) fue un botánico, y pteridólogo escocés.

## Algunas publicaciones

### Libros
- 1836. Traditions of Perth, containing sketches of the manners and customs of he inhabitants, and notices of public occurrences, during the last century: interesting extracts from old records; notices of the neighbouring localities of historical interest ... Ed. Dewar, Sidey, Morison, Peat, & Drummond. 335 pp.en línea

- La abreviatura «Penny» se emplea para indicar a George Penny como autoridad en la descripción y clasificación científica de los vegetales.[1]

- «George Penny». Índice Internacional de Nombres de las Plantas (IPNI). Real Jardín Botánico de Kew, Herbario de la Universidad de Harvard y Herbario nacional Australiano (eds.).
- Wikispecies tiene un artículo sobre George Penny.

- Datos: Q5877918
- Especies: George Penny

1. ↑  Todos los géneros y especies descritos por este autor en IPNI.